# میزسنگ

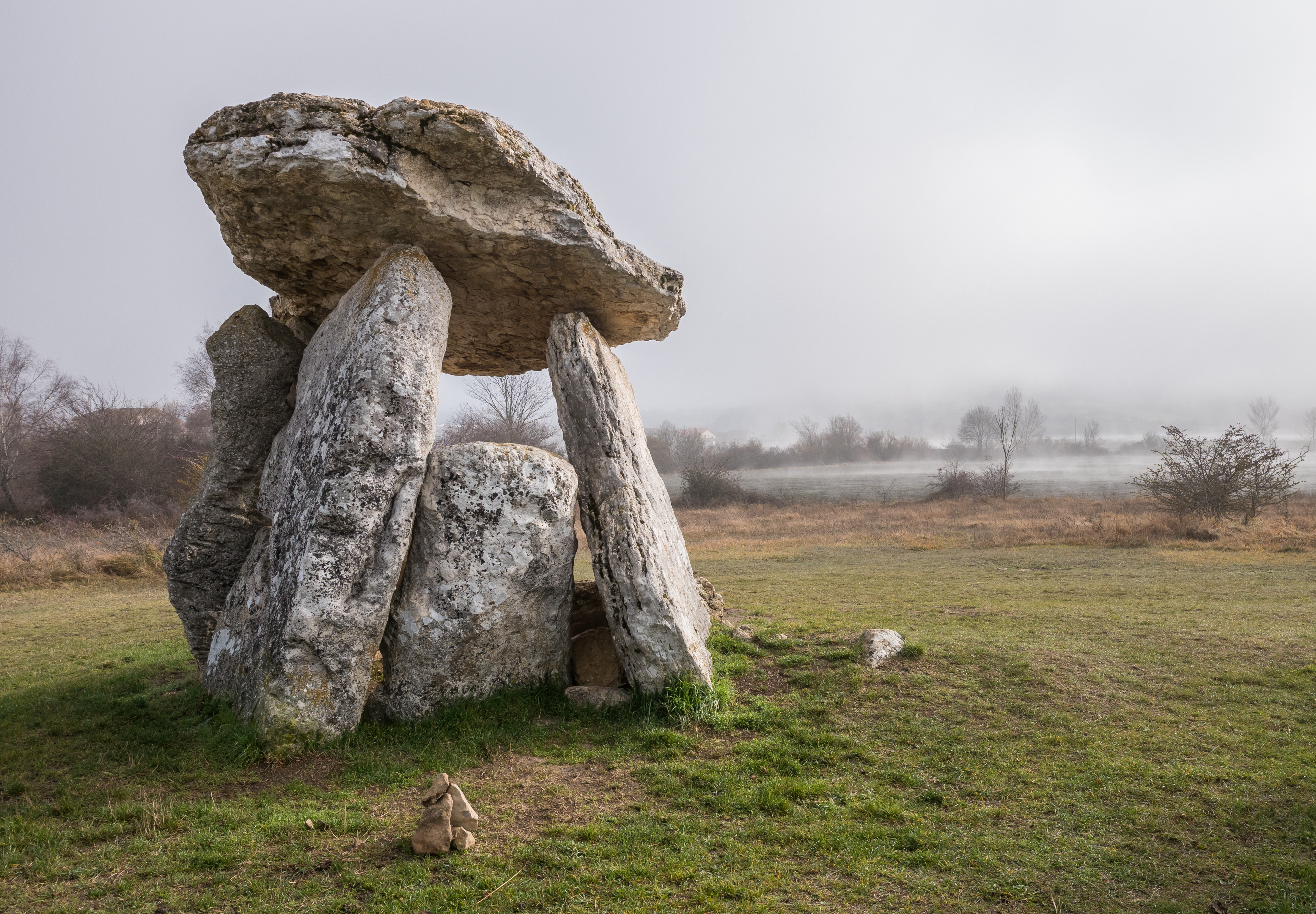
نگاره‌ای از یک میزسنگ که در فرهنگ اساطیری سرزمین باسک به «خانهٔ جادوگر» معنا می‌شود. این میزسنگ در دهستان آگوراین واقع در استان آلابا، اسپانیا واقع شده‌است.

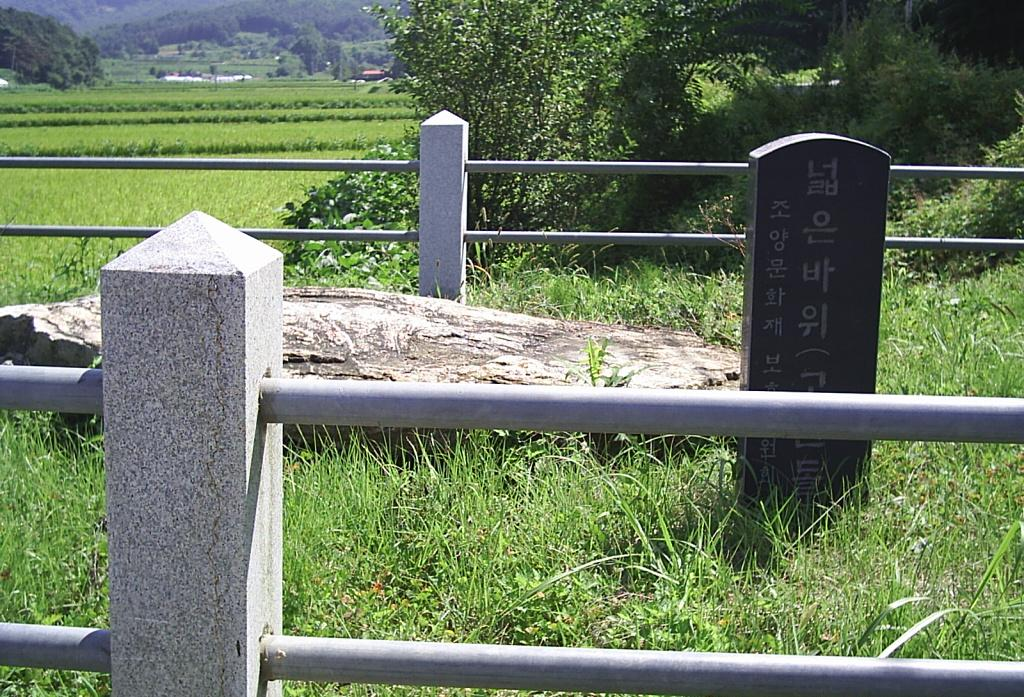
میزسنگ هونگ‌سئونگ در کره جنوبی.

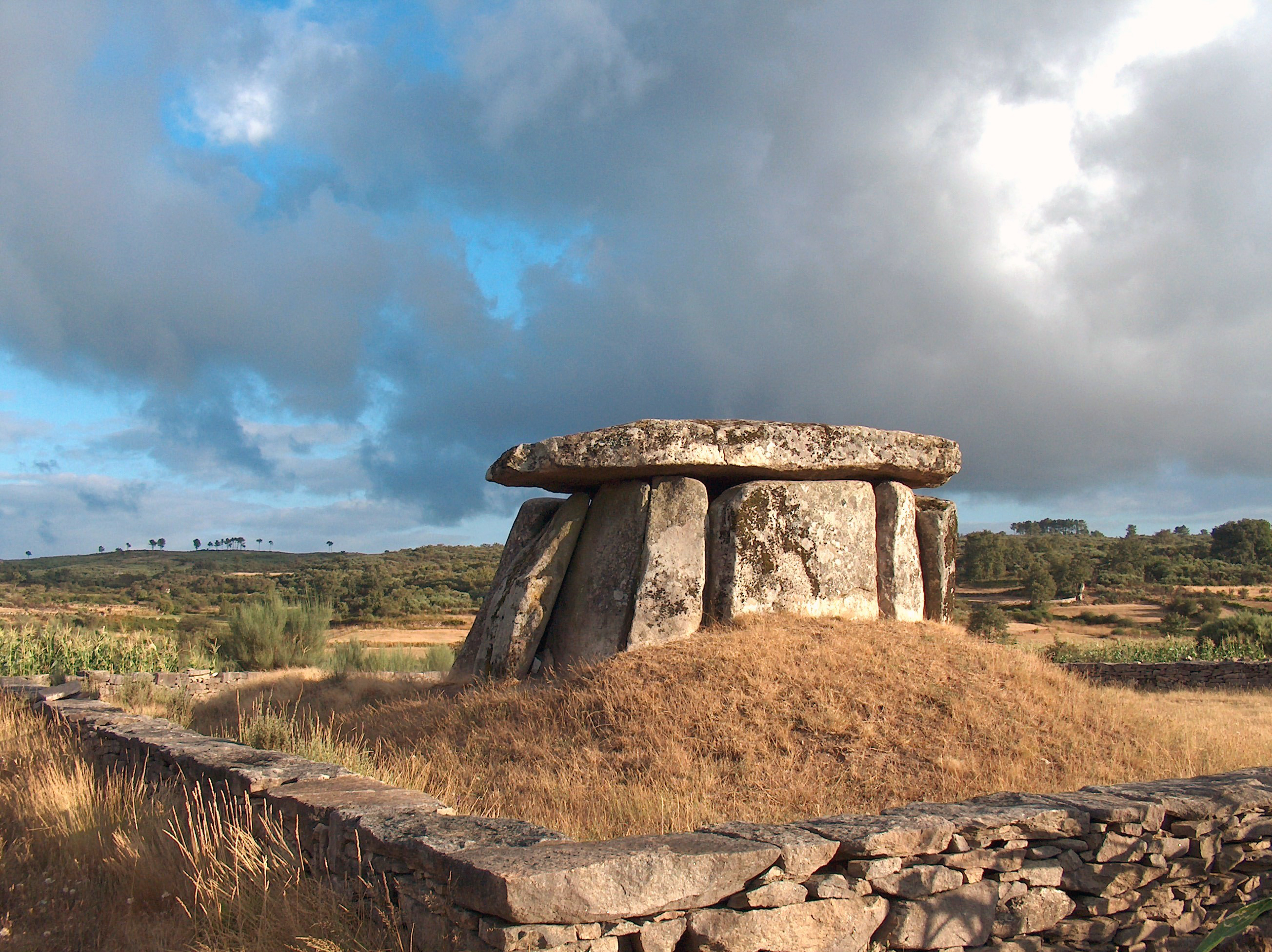
گور میزسنگی در پندیه پرتغال

میزسنگ یا دُلمِن، (به انگلیسی: Dolmen)، گونه‌ای از سنگ‌افراشت‌های دوران باستان است که شامل تخته‌سنگ مسطحی بود که بدون استفاده از ملات روی چند سنگ راست قرار داده می‌شده؛ تخته سنگ مسطح به منزله سقف میزسنگ به کار می‌رفته.
دلمن‌ها به عنوان گور برای دفن مردگان ساخته می‌شد و یکی از بناهای شاخص دوران نوسنگی در اروپا به‌شمار می‌آید.
احتمالاً میزسنگ‌ها بازمانده‌های گورهای دالانی هستند که باران خاک روی آن‌ها را شسته‌است. میزسنگ‌های دالانی، یعنی نوع غالب گور سنگ‌افراشتی است و اکنون هزاران گور از این دست در فرانسه و انگلستان وجود دارد.
این میزسنگ‌ها دالانی دارد که تخته‌سنگ‌های بزرگ منتهی به محفظه‌ای دایره‌ای شکل و بیشتر اوقات دارای طاقی پیش آمده‌است که در حکم دیوارهایش هستند و در آن هریک از چند حلقه سنگی از پشت ردیف زیرین به درون کشیده می‌شود تا آنکه حلقه‌ها از بالا مسدود می‌شوند. این گورها را غالباً در شیب تپه‌ها می‌ساختند یا با خاک روی آن را می‌پوشاندند.
میزسنگ‌ها همچنین در ایران، کره، سوریه، اردن و اسرائیل یافت می‌شوند. در شبه‌جزیره کره، متمرکزترین میزسنگ‌ها یافت می‌شوند.
میزسنگ‌ها در دو گروه بزرگ و کوچک قرار می‌گیرند که دسته بزرگ مسکن اولیه شبیه به غار است و دسته کوچک به عنوان مقبره استفاده می‌شده‌است.
در کاوش‌های باستان‌شناسی دلمن‌های بزرگ گاهی تا شش متر طول، دو متر عرض و دو متر ارتفاع داشته و در داخل میزسنگ‌های کوچک اسکلت‌های انسان به همراه وسایل زندگی و ابزار جنگی کشف شده‌است.
یکی از مهم‌ترین خصوصیات دلمن‌ها خاک‌سپاری افراد به همراه وسایل زندگی شخصی است.
میزسنگ‌ها به شکل اتاق در ابعاد ۲*۶ و ۲*۴ با تخته سنگ‌هایی به ارتفاع ۱٫۵ متر ساخته می‌شد و سقف آن را نیز تخته سنگ‌های بزرگ پوشش می‌داد.
این معماری در فصول گرم فضای خنکی را ایجاد می‌کرد و برای بهبود هوا در فصول سرد سنگ‌چین دیگری به شعاع تقریبی هشت متر دور اتاقک اول چیده می‌شد تا خاکریز روی سقف را از پراکنده شدن حفظ کند.
میزسنگ‌ها بین ۵٬۰۰۰ پ.م. و ۲٬۵۰۰ پ.م. در سراسر اروپا (از نروژ در شمال تا مراکش در جنوب) ساخته می‌شدند ولی قدیمی‌ترین آن‌ها را می‌توان در پرتغال یافت.

## در ایران
گورهای میزسنگی بیشتر از دوران پیش از تاریخ و دورهٔ تاریخی شمال ایران در نواحی مشگین‌شهر، نمین، آستارا و تالش (لیگون) ناحیه دیلمان بر پا مانده و در کاوش‌های باستان‌شناسی ژاک دمورگان و همچنین هیئت باستان شناسان آلمانی کشف و شناسایی شده‌اند.
مهم‌ترین مناطق واقع شدن دلمن‌های این منطقه در منطقه آذربایجان را نواحی تالش، ارتفاعات مرزی و اطراف نمین، چای قوشان، آستارا، شهر یری مشگین‌شهر و در حاشیه شمالی رود ارس و نزدیک شهر لنکران کشور جمهوری آذربایجان است.
سهم عمده کشف میزسنگ‌ها در منطقه تالش و نمین بر عهده «ژاک و هنری دومورگان» دو برادر باستان‌شناس فرانسوی است که مطالعات این دو برادر در سال‌های ۱۸۸۸ تا ۱۸۹۰ در تالش، لنکران و نمین به کشف منطقه‌ای انبوه از میزسنگ‌ها منتج شد.
ژاک دمورگان عقیده دارد که سنگ‌افراشت‌های نوع میزسنگ قفقاز و کوبان و نمین و مشگین‌شهر گروهی مستقل از میزسنگ‌های اروپا را تشکیل می‌دهند و به این ترتیب هنوز ارتباط اقوام خرسنگ‌ساز ایران و اروپا محقق نشده‌است.